# Petersenska huset

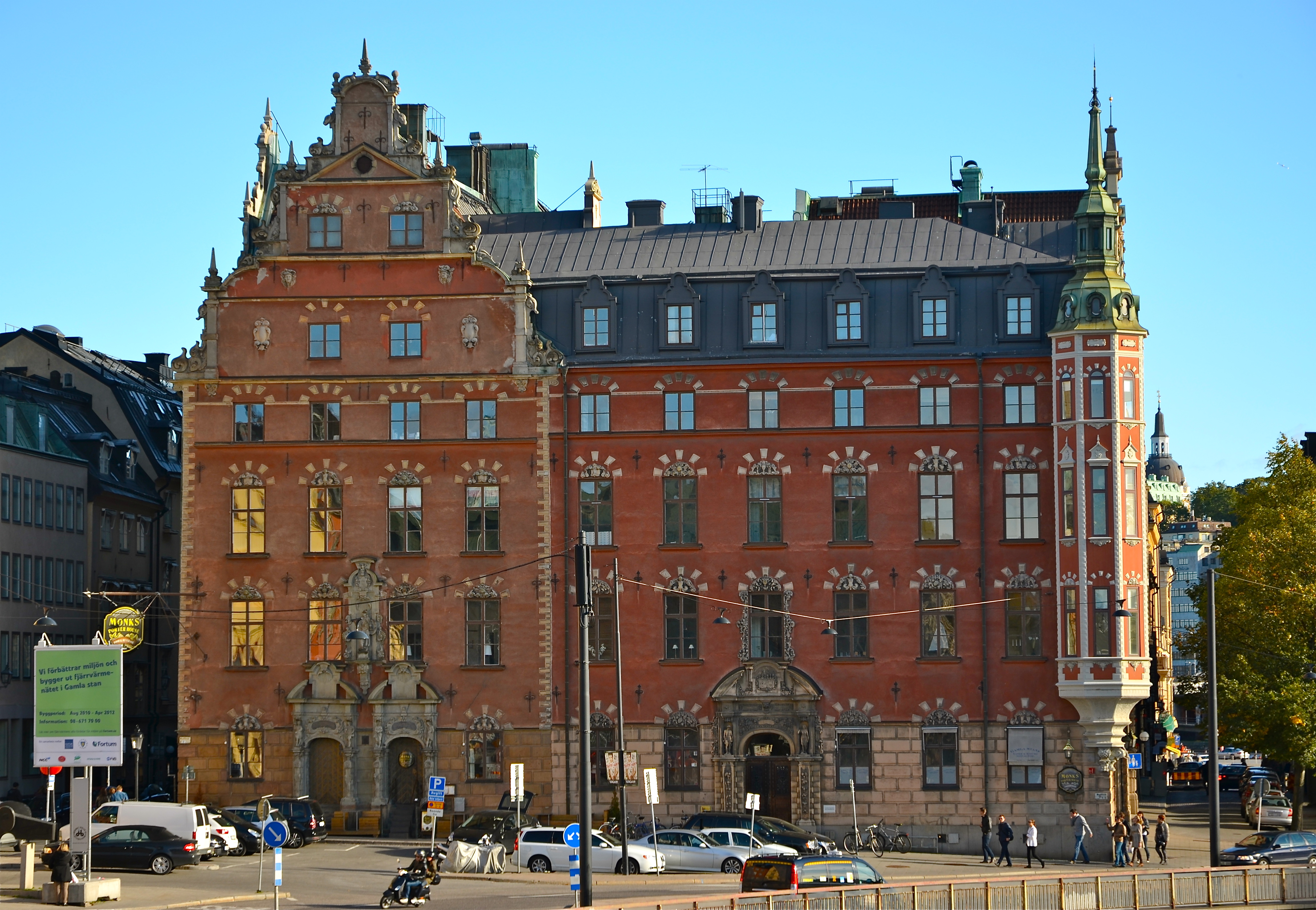
Petersenska huset i september 2011.

Petersenska huset, historiskt även bland annat kallat Piperska palatset, är en byggnad i kvarteret Aurora i Gamla Stan, Stockholm. Huvudentrén med en omtalad dubbelportal ligger vid Munkbron 11, i övrigt begränsas kvarteret av Lilla Nygatan, Yxsmedsgränd, Munkbron och Munkbrogatan. Fastigheten Aurora 1 (Petersenska huset) är ett skyddat byggnadsminne sedan 1964.

## Kvarteret
Gamla stans kvarter är övervägande döpta efter begrepp (främst gudar) ur den grekiska och romerska mytologin, så även kvarteret Aurora. I romersk mytologi var Aurora morgonrodnadens gudinna. Kvarteret består av två fastigheter: Aurora 1 och 2.

## Arkitektur
Fastigheten uppfördes 1645–1659 vid den då nyanlagda Lilla Nygatan av arkitekt Christian Julius Döteber från Lübeck. På tomten fanns tidigare en kryddgård, men efter den stora branden 1625, då stora delar av sydvästra Stadsholmen förstördes, reglerades gatunätet efter en rutnätsplan med stora rektangulära tomter.
Huset gestaltades i renässansstil och är ett av de ståtligaste och bäst bevarade exemplen för tysk-nederländsk gavelarkitektur. Även fasadskulpturerna utfördes av Döteber. Låga gårdsomslutande flygelbyggnader tillkom troligen i slutet på 1600-talet. De byggdes på till nuvarande höjd på 1870-talet genom arkitekt Johan Erik Söderlund. Då tillkom västra hörnets hängtorn i målat gjutjärn och dekorationer i betong och stuck. Senast blev huset restaurerat och ombyggt 1965 för restaurangen Källaren Aurora genom AOS Arkitekter, samt reparerad efter en vindsbrand 2006.
På fasaden mot Munkbron finns en stor utsmyckad dubbelportal med ett överdåd av Dötebers plastik. Den kröns av gudinnan Minerva samt byggherrens vapensköld. Ovanför dörröppningarna är följande vishetsregler inskrivna:
| Vänster:Halt Tigh Wänliga Medh Hwar Man, Men Betro Nepliga Enom Ibland Tusende, citat hämtade ur Syraks bok, kapitel 6 om vänskap, Syrak 6:6, 13).Höger:Skil Thig Ifrån Tigh Tina Owänner Och Tagh Tigh Likwäl Och Så Tilwara För Tina Wänner  |  | Vänster:Halt Tigh Wänliga Medh Hwar Man, Men Betro Nepliga Enom Ibland Tusende, citat hämtade ur Syraks bok, kapitel 6 om vänskap, Syrak 6:6, 13).Höger:Skil Thig Ifrån Tigh Tina Owänner Och Tagh Tigh Likwäl Och Så Tilwara För Tina Wänner |
| Vänster:Halt Tigh Wänliga Medh Hwar Man, Men Betro Nepliga Enom Ibland Tusende, citat hämtade ur Syraks bok, kapitel 6 om vänskap, Syrak 6:6, 13). Höger:Skil Thig Ifrån Tigh Tina Owänner Och Tagh Tigh Likwäl Och Så Tilwara För Tina Wänner |  | |

## Ägare och hyresgäster

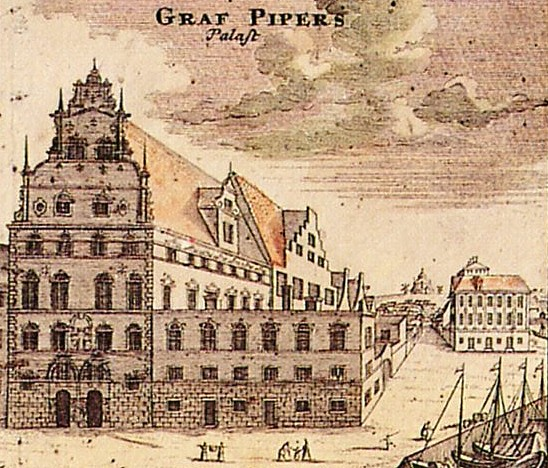
Carl Pipers palats, cirka 1700

Byggherre var Reinhold Govert Leuhusen, som då var ståthållare på Stockholms slott. Den 12 oktober 1649 köptes huset av drottning Kristina, men bara några månader senare, den 20 december 1649, donerade hon det till sin släkting, Adolf Johan av Pfalz. I mitten av 1660-talet ägdes det av greve Klas Tott. Han pantförskrev huset till flera olika personer, och efter olika turer blev det beslutat att äganderätten skulle överflyttas till Maria Kristina Wrangel den 10 juli 1686. Efter hennes död ärvdes det av hennes döttrar, Aurora och Amalia Wilhelmina. De sålde snart huset, och den 20 juli 1692 köptes huset av rådmannen Olof Hansson Törne, som dock redan samma dag överlät det på sin svärson greve Carl Piper. 
Efter honom kallades egendomen även Piperska palatset, ej att förväxla med Piperska palatset som Carl Piper lät uppföra i grannkvarteret Memnon. Huset förblev i samma släkt fram till 1753, då kung Adolf Fredrik köpte huset, och det kom att användas av Adolf Fredriks kadettkår, som han lät inrätta.
Den 4 februari 1757 såldes huset till grosshandlaren och direktören i Ostindiska kompaniet Herman Petersen, och denne gjorde huset samt Erstavik till fideikommiss inom sin släkt. Efter honom kallas byggnaden "Petersenska huset". Sista innehavaren, Johan af Petersens, avled 2015, och fideikommisset har avvecklats efter hans frånfälle.
Åren 1833–1840 var sällskapsklubben Lilla Sällskapet inrymd i huset. I början på 1940-talet hyrde familjen Alva och Gunnar Myrdal huset.

## Bilder

Fasaddetaljer
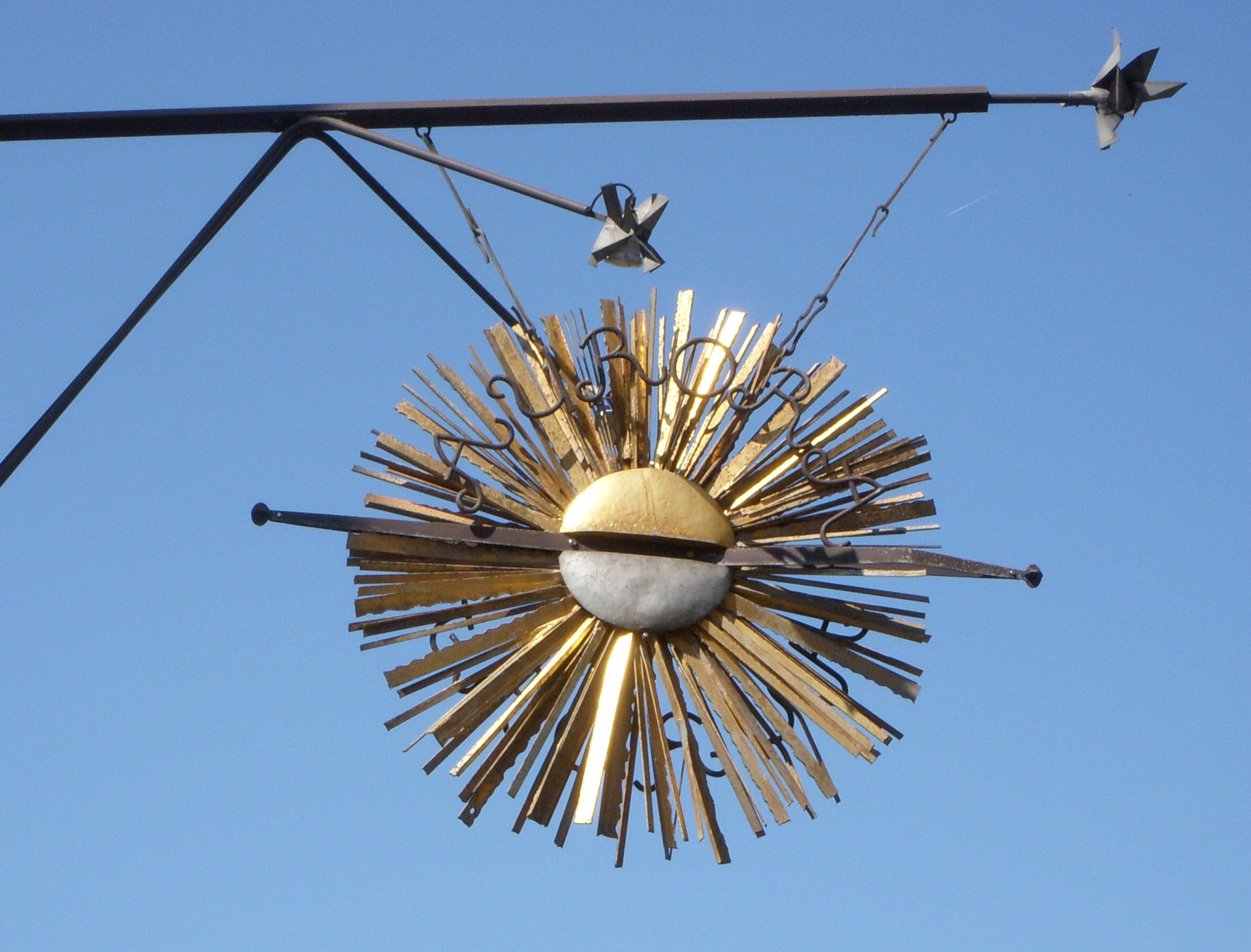
"Källaren Auroras" flaggskylt 2010
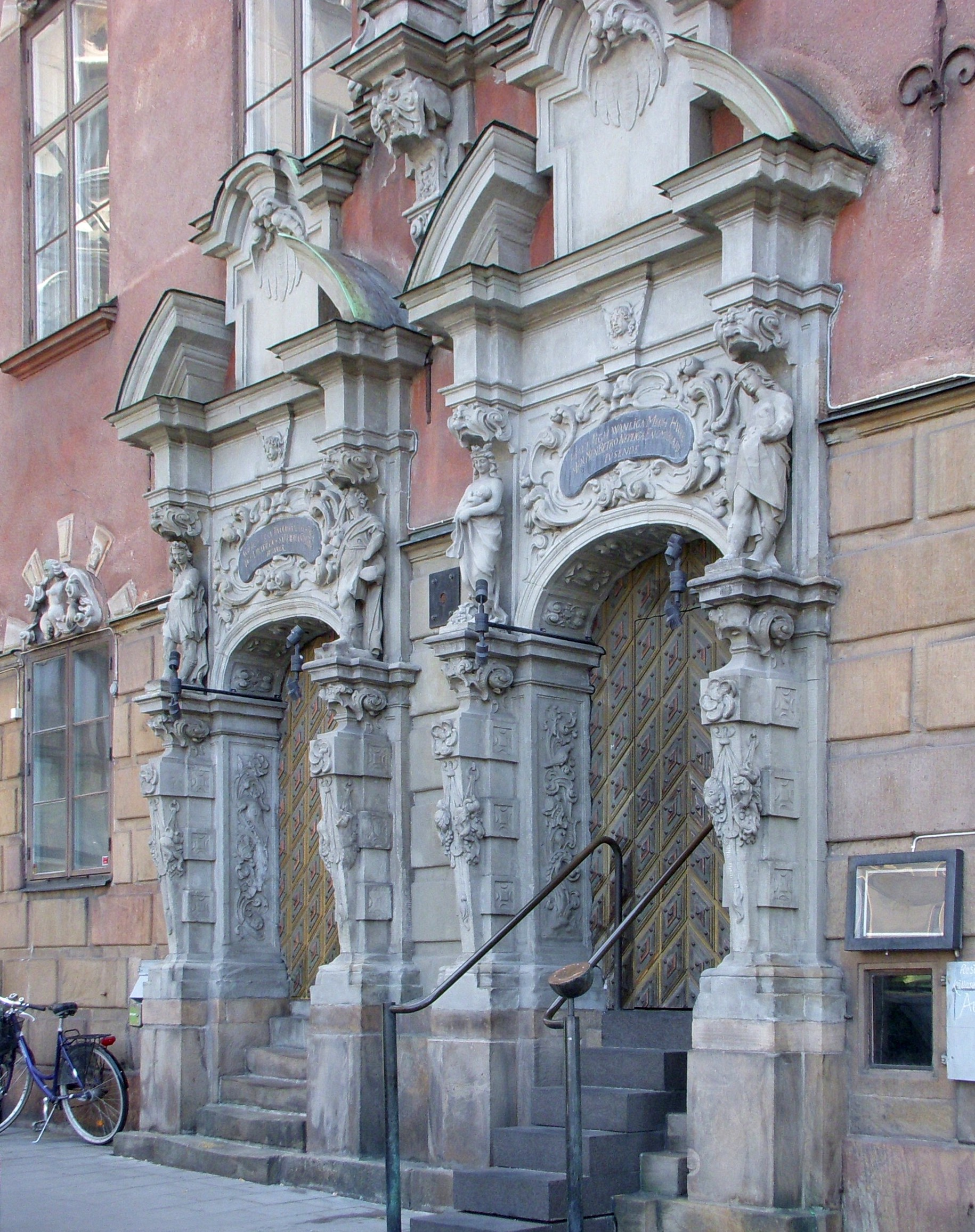
Dubbelportalen mot Munkbron
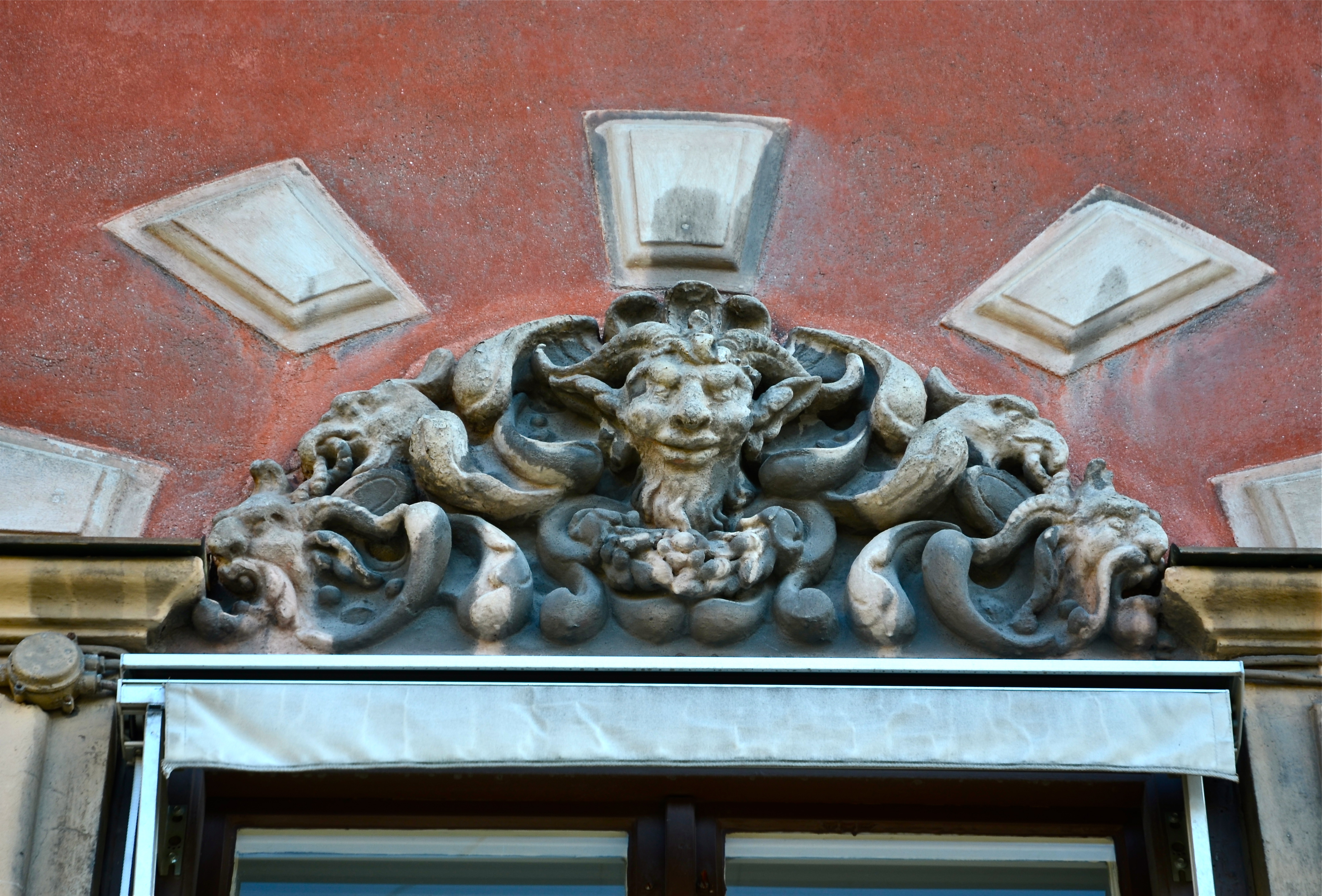
Fasadskulpturer utförda av Döteber
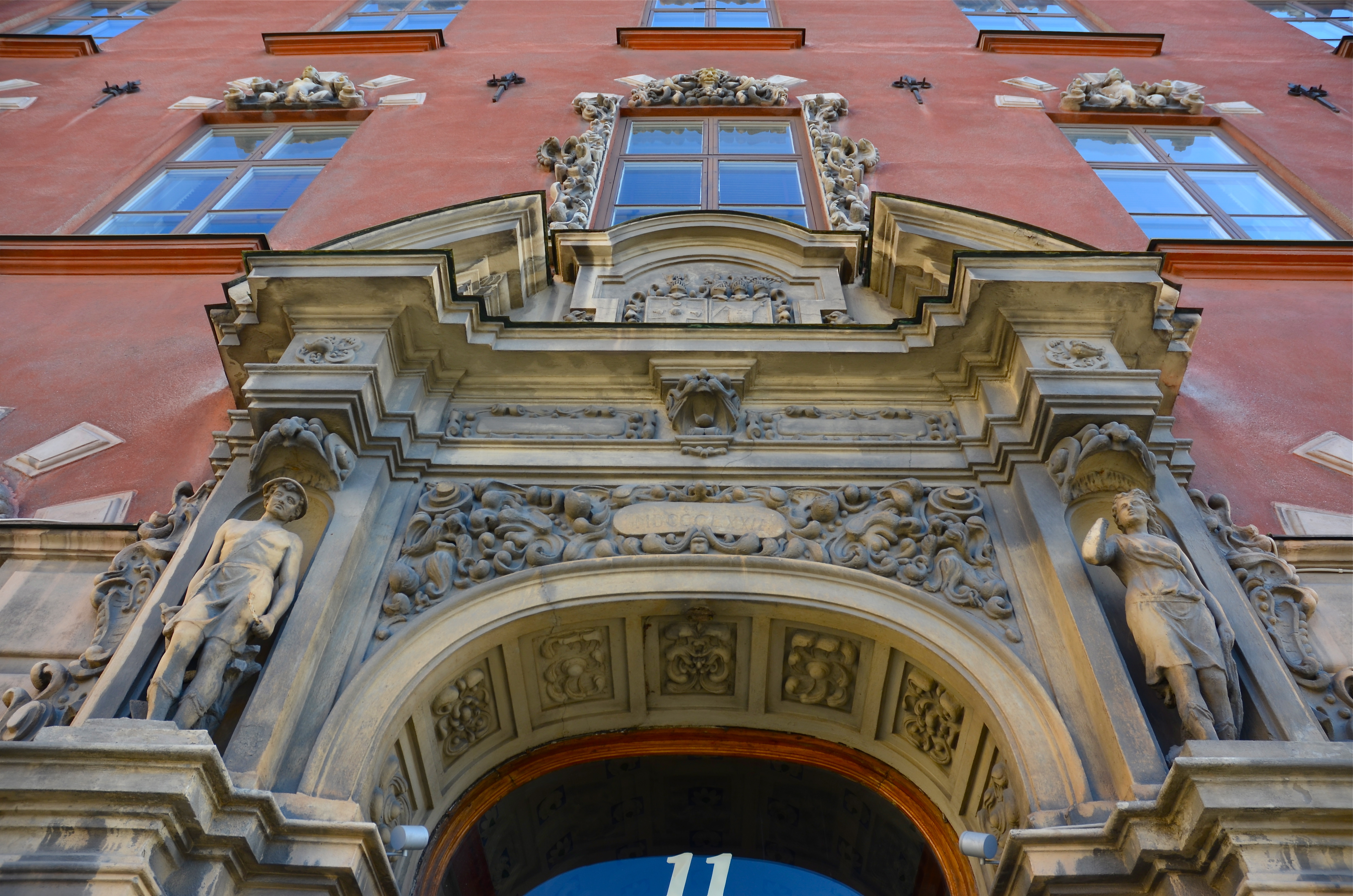
Fasadskulpturer utförda av Döteber
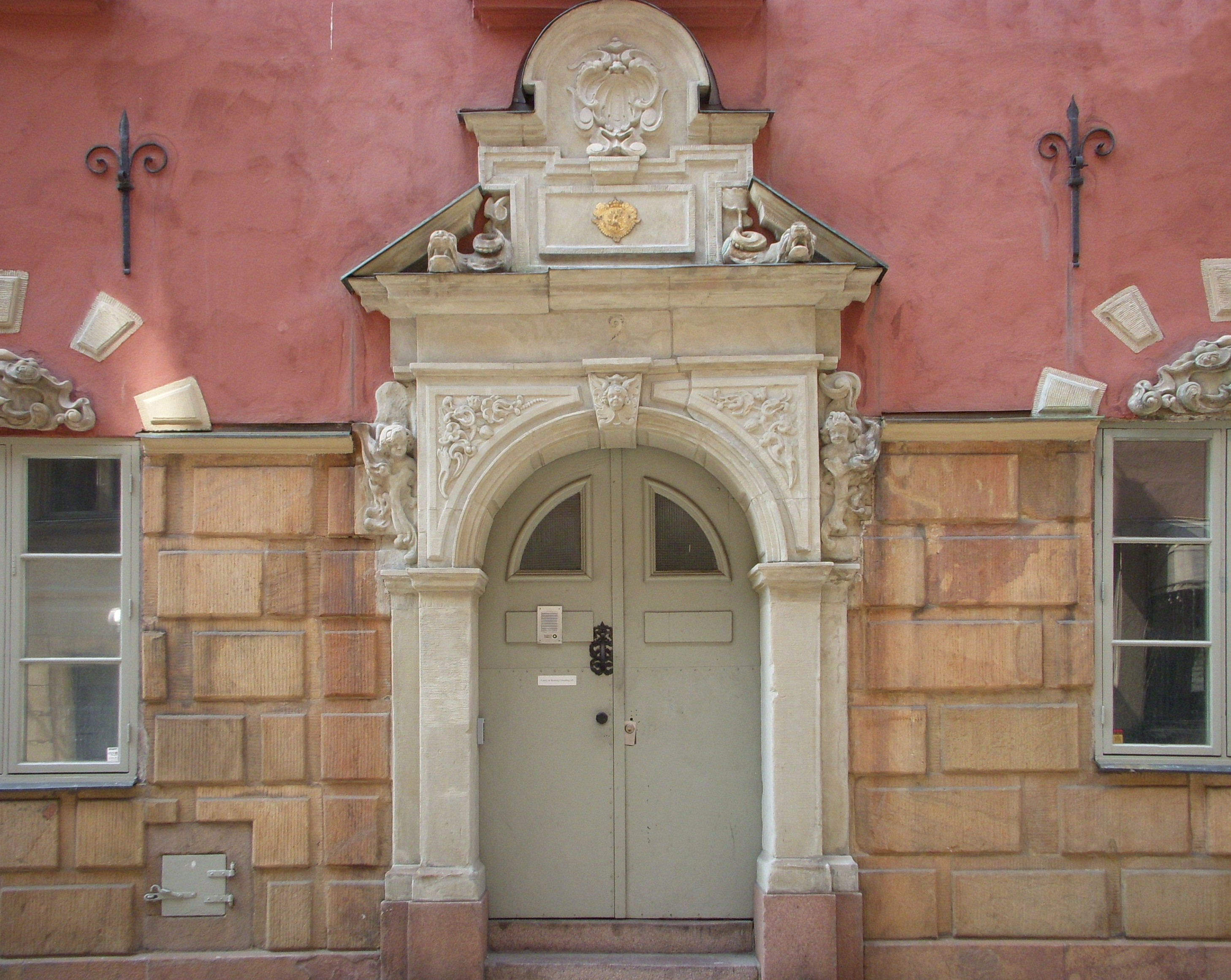
Portal mot Lilla Nygatan